# Miami Freedom Park
Miami Freedom Park est un projet de stade de football de 25 000 places qui sera construit à Miami en Floride, aux États-Unis. C’est le futur stade de l'équipe de l’Inter Miami CF.

## Historique
Au printemps 2022, l'approbation finale a été donnée par la ville de Miami pour construire un stade sur le site actuel du terrain de golf Melreese, à proximité de l'aéroport international de Miami. La décision a suivi un long processus au cours duquel de nombreux emplacements ont été envisagés pour le stade. Les plans actuels verraient le stade opérationnel pour la saison 2026 de la MLS.

## Recherches de lieux

### PortMiami (2014)

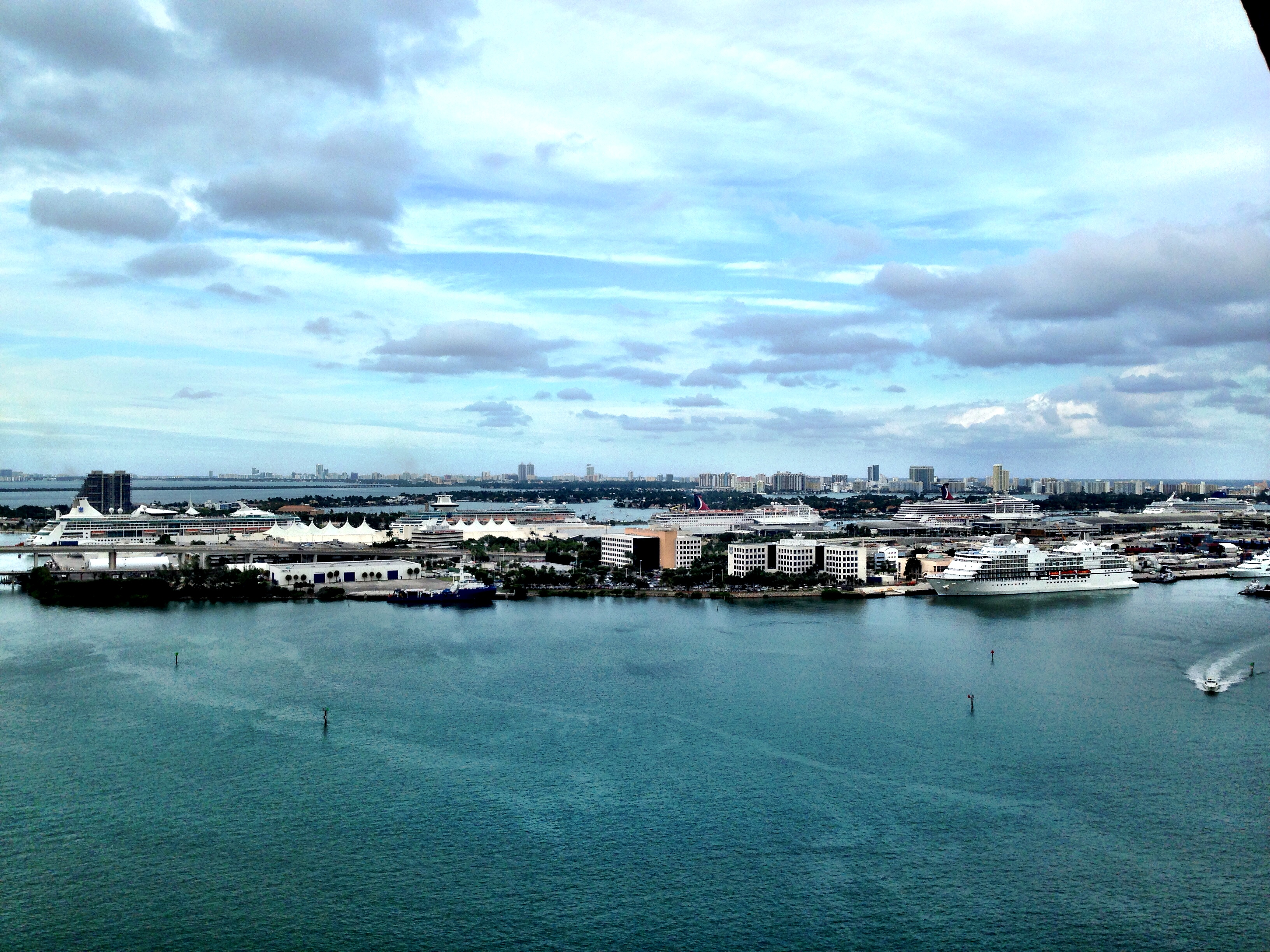
La proposition initiale plaçait le stade à l'angle sud-ouest de Dodge Island.

Le 25 mars 2014, David Beckham a annoncé son intention de construire un stade de 25 000 places à PortMiami, à côté de l'American Airlines Arena du Miami Heat (maintenant connu sous le nom de Kaseya Center) dans le centre-ville. Selon la proposition, le stade aurait été situé à l'angle sud-ouest de Dodge Island et serait accessible par un pont piétonnier depuis Biscayne Boulevard et l'American Airlines Arena.
Le 8 avril 2014, les commissaires de Miami-Dade ont refusés de laisser PortMiami déplacer une installation de déversement de carburant qui aurait dû déménager pour accueillir le stade et le complexe de divertissement. Le plan du stade prévoyait aussi un complexe commercial à cette emplacement.
Royal Caribbean Cruises Ltd, qui avait auparavant proposé de se développer sur le même site, a formé la Miami Seaport Alliance (MSA), une coalition d'entreprises et de syndicats basés dans le port pour mené l'opposition au projet de stade. Le stratège politique Joe Slade White a créé une campagne publicitaire pour MSA, qui a ensuite remporté un prix national pour la meilleure publicité d'affaires publiques, affirmant qu'un stade aggraverait les problèmes de trafic et interférerait avec les projets du port d'étendre et de gérer une augmentation de fret. Le conseiller immobilier de Beckham a fait valoir que Royal Caribbean s'opposait au projet de stade parce qu'il payait des taux inférieurs au marché sur son bail au port.
Face à la pression politique, il a été annoncé que le site de PortMiami était devenu un "Plan B" et les commissaires du comté de Miami-Dade ont voté 11-1 contre la construction du stade de PortMiami le 20 mai 2014.

### Museum Park (2014)

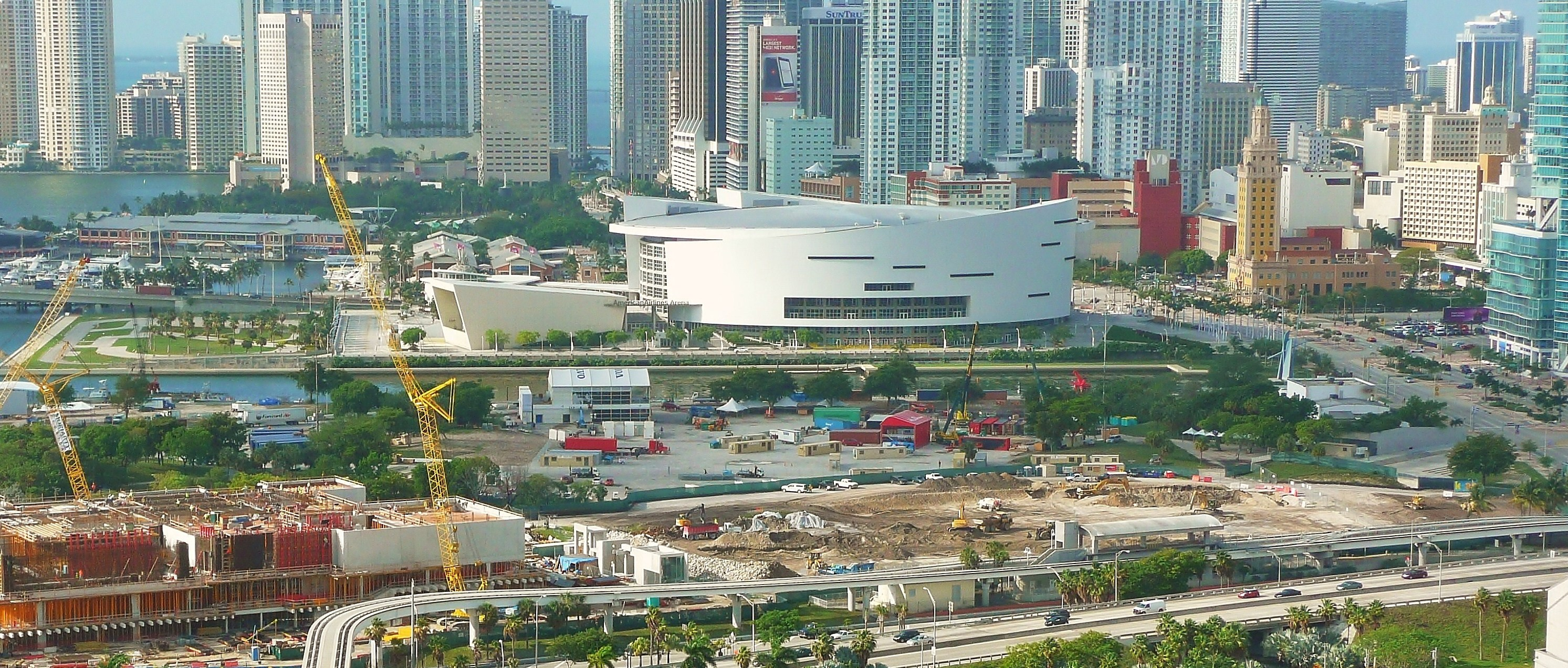
Avec la deuxième proposition, le stade aurait été construit dans le parc des musées, avec la rampe de mise à l'eau adjacente à Miami-Dade Arena

Le 5 mai 2014, avec la proposition de PortMiami confrontée à une forte opposition, le maire du comté de Miami-Dade, Carlos A. Giménez a proposé un autre emplacement sur le front de mer. Giménez a écrit dans une lettre au conseiller immobilier de Beckham que "Le centre-ville de Miami bénéficierait grandement" d'un parc au bord de l'eau qui comprenait le stade et les allées piétonnes. Le terrain, appartenant à la ville de Miami, aurait dû être vendu au comté et le maire de Miami Tomás Regalado a déclaré que remplir le bordereau "serait une tâche monumentale". Giménez et Regaldo ont discuté du remplissage du bordereau en décembre 2013, mais ont déclaré que le terrain n'était pas envisagé pour un stade de football.

### Little Havana (2014–2015)

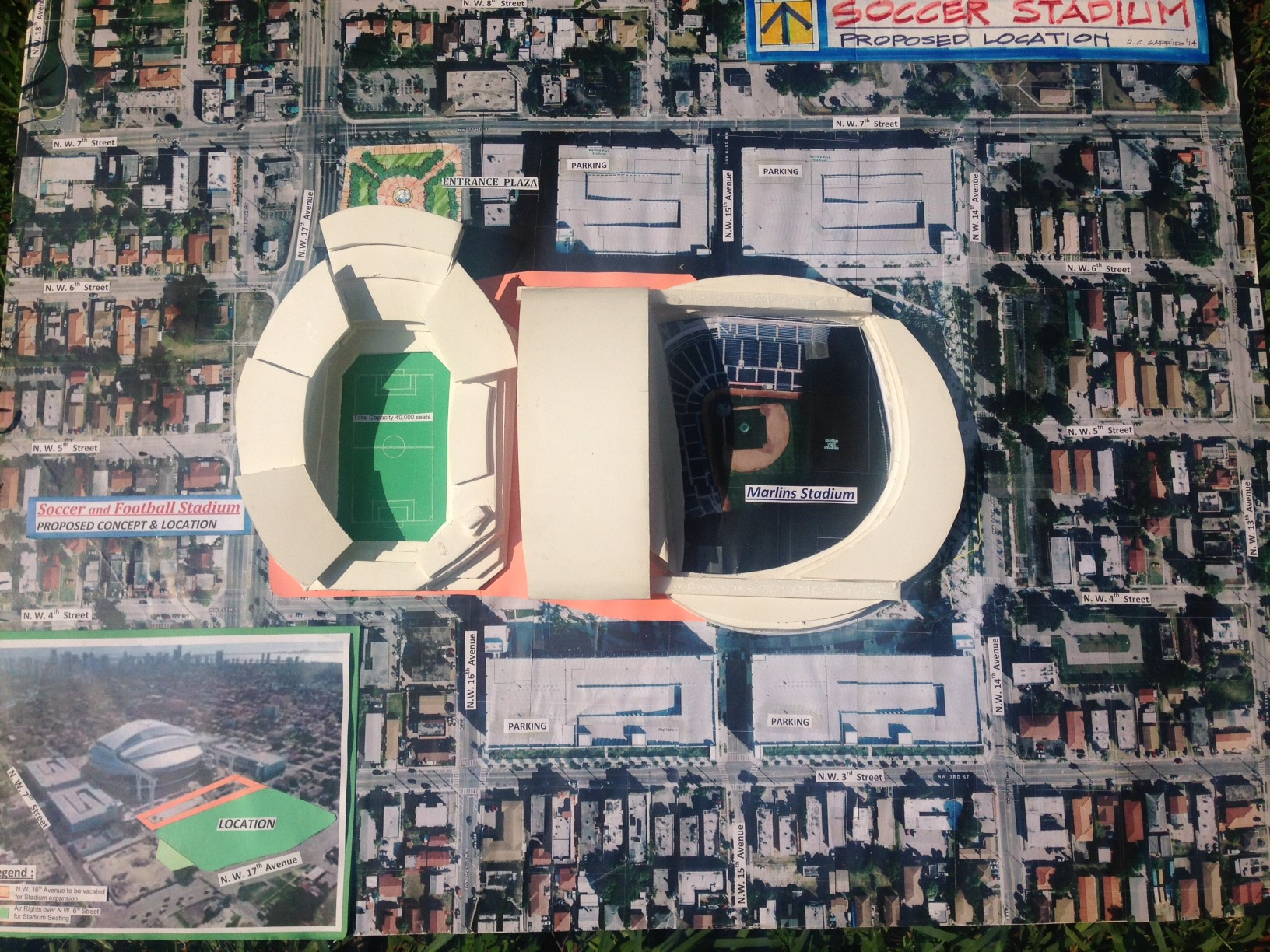
Rendu du site proposé à côté du parc LoanDepot

Le président de la MLS, Mark Abbott, a déclaré en juin 2014 que la ligue n'était pas intéressée par la construction à Little Havana à côté de Marlins Park, maintenant connu sous le nom de LoanDepot Park (bien que les plans initiaux comprenaient un stade de football à construire à côté de celui-là, un plan soutenu par la ligue en 2008).

### Freedom Park (2018–présent)

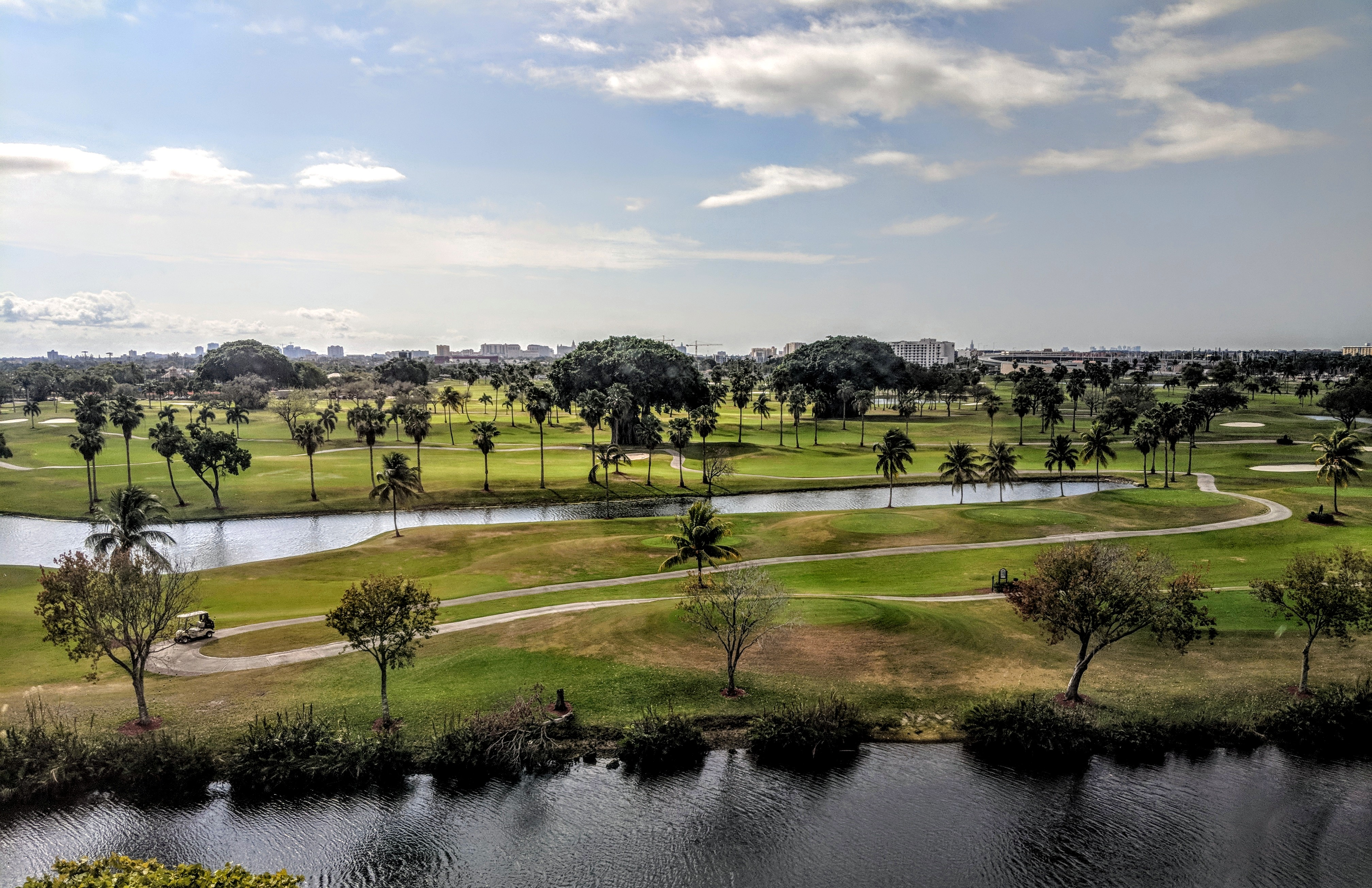
Melreese Country Club, le site proposé du futur Freedom Park et du stade en 2019.

En juillet 2018, Beckham et Mas ont dévoilés les plans d'un stade de 25 000 places dans le cadre du Freedom Park, un complexe à usage mixte sur le site du Melreese Country Club appartenant à la ville près de l'aéroport. Le développement, qui sera construit sur 53 ha de terrain public, comprendrait 93 000 m2 d'espace de bureau, de vente au détail et commercial, 750 chambres d'hôtel, 9,3 ha de terrains de football publics en plus du stade et les 23 ha restants seraient un parc public. Les propriétaires effectueraient également des versements échelonnés annuels de 20 millions de dollars pendant 30 ans pour l'amélioration des parcs publics de la ville.
Le 19 mars 2023, le terrain de golf de Melreese a été fermé pour faire place à la construction du Miami Freedom Park.

## Accès
Le site de Freedom Park est situé près de l'aéroport international de Miami et du centre intermodal de Miami. Il est desservi par les trains Metrorail vers le centre-ville de Miami et le train de banlieue Tri-Rail vers les banlieues et les comtés du Nord. Le Centre intermodale est situé côté Nord du canal qui sépare le site du stade de l'aéroport.